# Endre Süli
Endre Süli (Iugoslávia, atual Sérvia, 21 de junho de 1956) é um matemático britânico.
É professor de análise numérica no Instituto de Matemática da Universidade de Oxford, fellow e Tutor de matemática do Worcester College (Oxford). Graduado pela Universidade de Belgrado, estudou como estudante do British Council na Universidade de Reading e no St Catherine's College (Oxford). Suas pesquisas relacionam-se com análise matemática de algoritmos numéricos para equações diferenciais parciais não-lineares.